# Tielerwaard

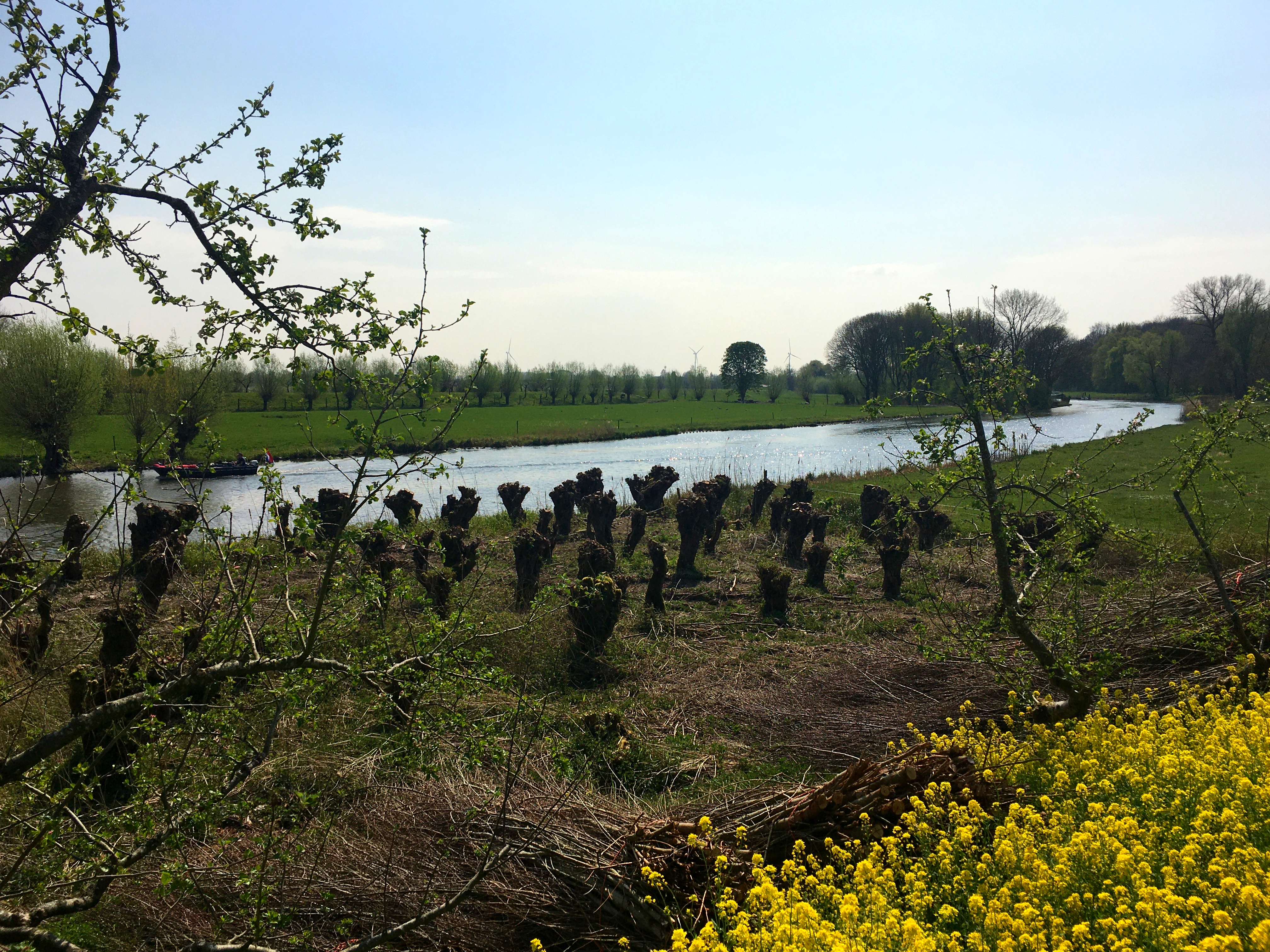
Een landschappelijk beeld van het typische Tielerwaardse rivierlandschap van de Linge, nabij Deil. Links en rechts zijn fruitbomen te zien (eetappels). In het midden ziet men een griend met daaronder een musterdmijt. Rechtsonder is bloeiend raapzaad te zien.

De Tielerwaard is een streek in de Nederlandse provincies Gelderland en Zuid-Holland, en is een onderdeel van de grotere landstreek de Betuwe. Met de Tielerwaard wordt van oudsher het deel van de Betuwe in Gelderland aangeduid dat in het noorden wordt begrensd door de rivier de Linge en in het zuiden door de Waal. In het oosten loopt deze waard door tot Tiel; stroomafwaarts in het westen viel de historische kern van Gorinchem er net buiten. Sinds 1986 behoort het Tielerwaardse dorp Dalem tot de Zuid-Hollandse gemeente Gorinchem en ligt, als gevolg van oostelijke stadsuitbreiding, ook een deel van de stad Gorinchem in de Tielerwaard.
De Tielerwaard gaat in noordelijke richting over in de Neder-Betuwe, in zuidelijke richting in de Bommelerwaard en in westelijke richting in de Vijfheerenlanden en de Alblasserwaard. Bekende plaatsen in de streek zijn Tiel en Geldermalsen. De streek is tamelijk dunbevolkt en overwegend agrarisch van karakter, met vee- en fruitteelt.

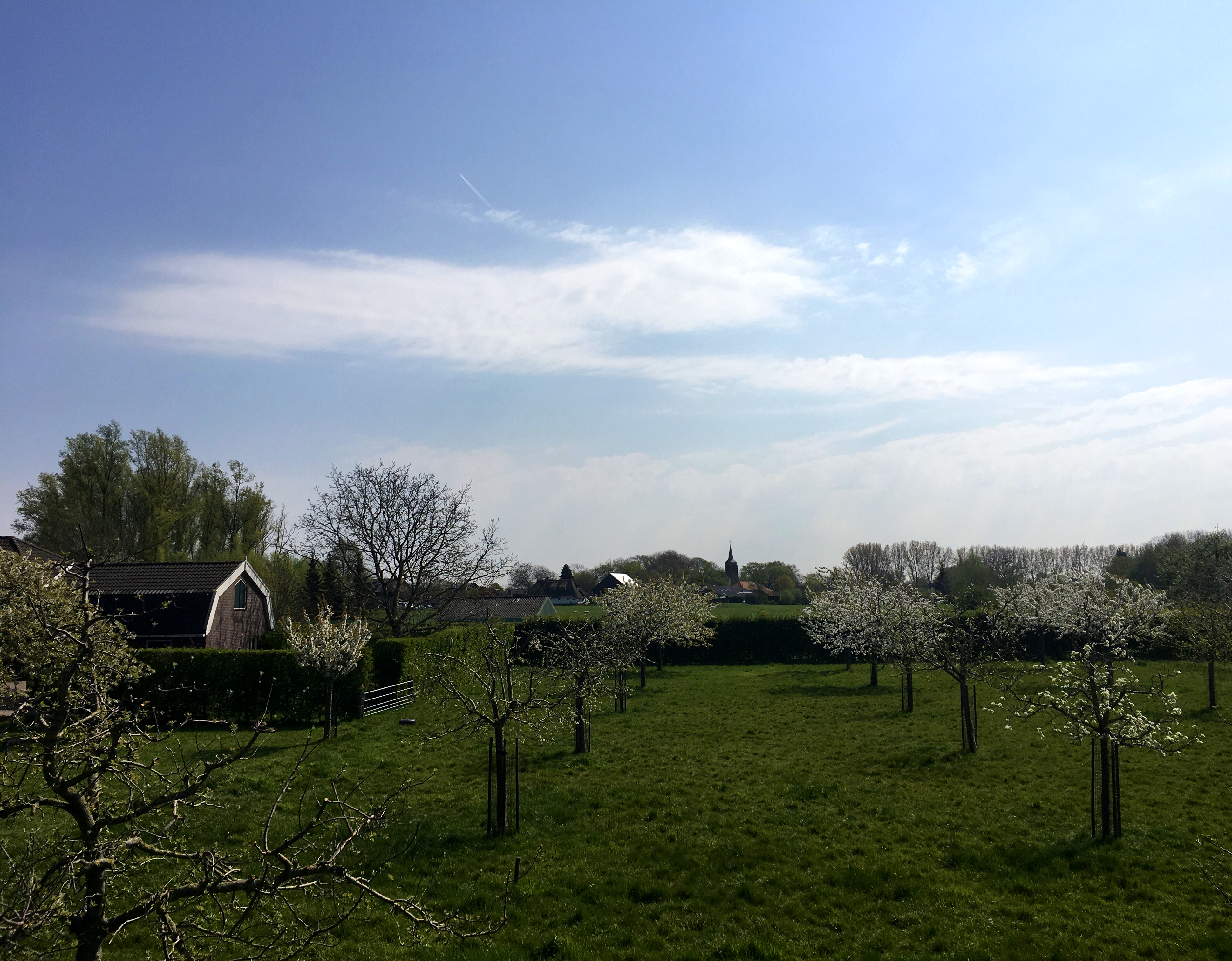
Bloeiende fruitbomen en het dorp Enspijk (West Betuwe) op de achtergrond

## Geschiedenis
In het pleistoceen was het gebied een kale vlakte met enkele grote rivieren. Na het smelten van de gletsjers ontstond een vlechtensysteem. Sinds tijdens het holoceen het klimaat warme werd, raakte het gebied geleidelijk begroeid en gingen de rivieren meanderen. De eerste bewoning kwam rond het neolithicum. Deze nam geleidelijk toe, tot in de Romeinse tijd een invasie van mensen het gebied ging ontginnen en het bos ging kappen. Hierdoor ontstond een enorme erosie en in de derde en vierde eeuw volgden steeds meer overstromingen. Het bos kon zich herstellen nadat de bewoners wegtrokken, maar het proces van ontginning en erosie herhaalde zich in de achtste en negende eeuw. Vanaf de elfde eeuw is men dijken gaan aanleggen ten behoeve van het waterbeheer.

### Bestuur, indeling en waterhuishouding
De aanduiding Tielerwaard geeft aan dat het hier een stelsel van gebieden betreft die qua waterbeheer met elkaar verbonden zijn, en die afhankelijk zijn van de watertoevoer van de Waal en in mindere mate de Linge. Beide rivieren stromen door het grondgebied van Tiel, waarna ze zich van elkaar verwijderen. Bij Gorinchem mondt de Linge uit in de benedenloop van de Waal, de Merwede, zodat deze wateren een natuurlijke omarming van de waard vormen. Gedurende meer dan 650 jaar, van 1327 tot 1982, vormde de Tielerwaard samen met de aan de overzijde van de Waal gelegen Bommelerwaard het Waterschap Tieler- en Bommelerwaard. Dit kwam overeen met de begrenzing van de politieke macht, maar was welbeschouwd onlogisch, omdat de Waal voor praktische doeleinden eerder een barrière dan een verbinding vormde. De polderdistricten Tielerwaard en Bommelerwaard functioneerden in veel opzichten dan ook los van elkaar. In 1983 werd de Tielerwaard ingedeeld bij het Polderdistrict Tieler- en Culemborgerwaarden. Deze waarden liggen aan weerszijden van het veel kleinere riviertje de Linge, dat nauwelijks een barrière vormt. Vanaf 2002 is dit polderdistrict onderdeel van het Waterschap Rivierenland.

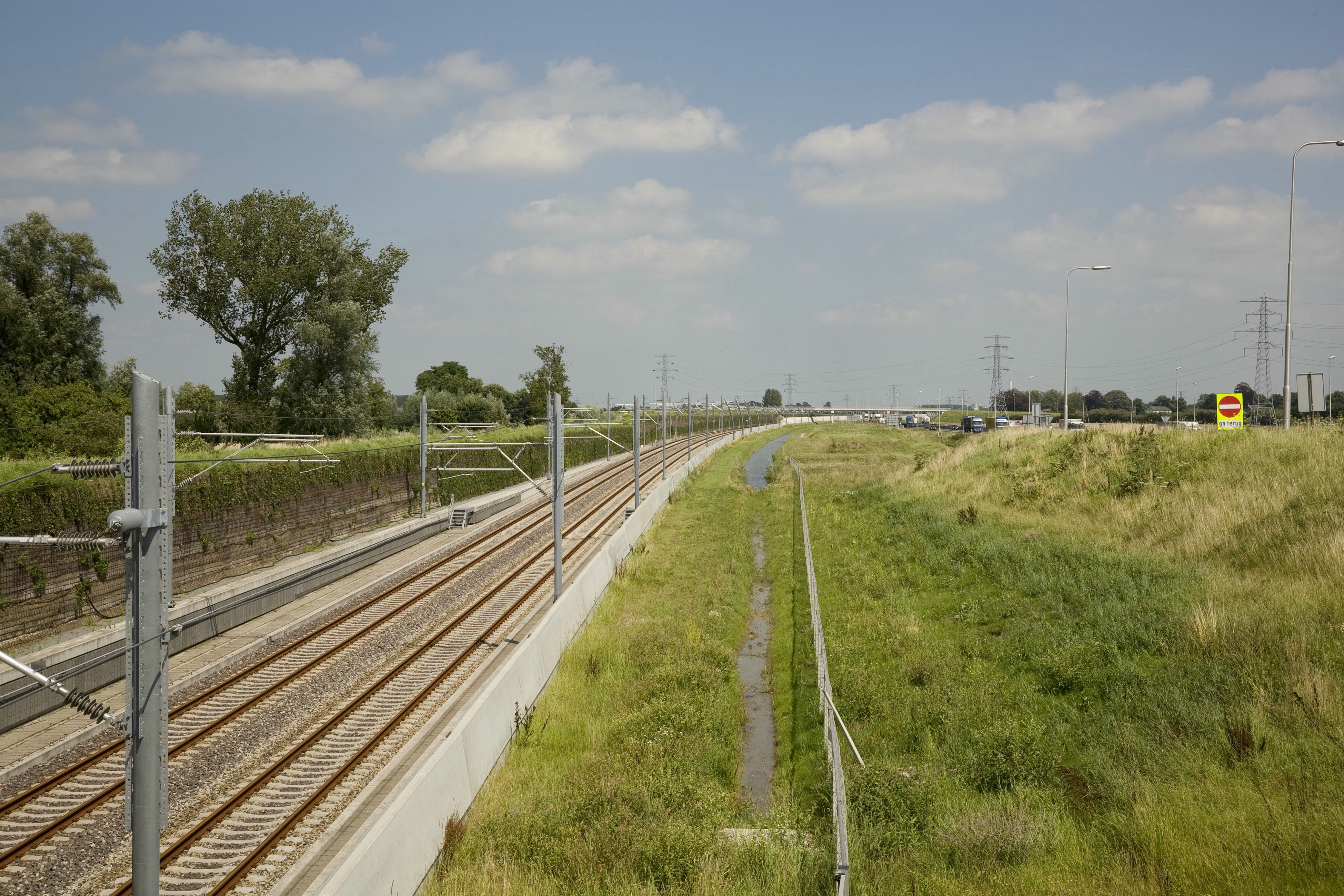
De Betuweroute in de Tielerwaard

### Karakter
In de late middeleeuwen genoot de streek met haar vele kloosters enige tijd populariteit onder de hoge christelijke geestelijken als plek van geestelijke bezinning. Dit wordt tegenwoordig vooral toegeschreven aan de in die tijd nieuwe politieke hervormingen binnen het hertogdom Gelre, die gunstig uitpakten voor de geestelijken. Rond 1500 was er van deze populariteit weinig meer over en verkoos de geestelijkheid Utrecht en in mindere mate Brabant als haar religieuze uitvalsbases.

## Aangrenzende streken
| Aangrenzende streken  | Aangrenzende streken  | Aangrenzende streken | Aangrenzende streken | Aangrenzende streken |
| --------------------- | --------------------- | -------------------- | -------------------- | -------------------- |
| Vijfheerenlanden (Ut) |                       | Neder-Betuwe         |                      |                      |
|                       |                       |                      |                      |                      |
| Alblasserwaard (ZH)   | Land van Maas en Waal |                      |                      |                      |
|                       |                       |                      |                      |                      |
|                       |                       | Bommelerwaard        |                      |                      |